# Juicio de Paris (Rafael)
El juicio de Paris es una obra perdida de Rafael Sanzio, un fresco conocido a través de los grabados de Marcantonio Raimondi (1514-1518), uno de los cuales se reproduce en la imagen de la ficha.
El tema es uno de los más representados de la historia del arte, con ejemplos de pintores de épocas tan variadas como el Renacimiento, el Barroco o pintores del siglo XX.
La mitad derecha del fresco de Rafael inspiró a Manet para Le Déjeuner sur l'Herbe en 1863. En cuanto al espejo de la vista lateral izquierda, inspiró a Picasso en 1906-1907 para Las señoritas de Avignon.[cita requerida]